# August Enna
August Enna, född 13 maj 1859, död 3 augusti 1939, var en dansk tonsättare.
Enna var autodidakt som musiker, och var ursprungligen orkestermusiker och därefter musikdirektör vid ett kringresande teatersällskap. Han hade under tiden börjat komponera, och väckte genom sina verk Niels W. Gades intresse. Han tilldelades Anckerska legatet och studerade i Tyskland 1888–1889. Efter två mindre betydande operaförsök slog han igenom 1892 med operan Hexen på Det Kongelige Teater, som sedan uppfördes på en mängd utländska scener. Enna, som under några år varit dirigent vid Dagmarteatern 1890–1891, ägnade sig hädanefter uteslutande åt komposition och utgav en rad dramatiska verk, av vilka dock inget nådde upp till de framgångar han hade med Hexen. Bland hans verk märks Kleopatra (1894), Aucassin og Nicolette (1895), Den lille Pige med Svovlstikkerne (1897), Lamia (1897, omarbetad som Ung Elskov 1902), Nattergalen (1912), Gloria Arsena (1917) samt Kommedianter (1920). Därutöver skrev Enna flera baletter, såsom Hyrdinden og Skorstensfejeren, S:t Cæcilias Guldsko, Don Juan Marana och Kysset. Utöver dessa verk även körlegenden Historien om en Moder, enstaka symfoniska verk, en violinkonsert, pianostycken och sånger. En del av Ennas dramatiska verk har uppförts på tyska scener.

## Utmärkelser
- Riddare av Dannebrogorden,  1917[3]
- Dannebrogsmännens hederstecken,  1934[3]

[Redigera Wikidata]